# Анатолі Нанков
Анатолі Александров Нанков (болг. Анатоли Александров Нанков, нар. 15 липня 1969, Ореш) — болгарський футболіст, що грав на позиції півзахисника. По завершенні ігрової кар'єри — тренер. З 2017 року входить до тренерського штабу клубу «Кайсар».
Виступав, зокрема, за клуб ЦСКА (Софія), а також національну збірну Болгарії, з яким був учасником чемпіонату світу 1998 року.

## Клубна кар'єра
У дорослому футболі дебютував 1985 року виступами за команду «Дунав» (Русе), в якій провів три сезони, взявши участь у 57 матчах чемпіонату. У першому сезоні 1985/86 він не був основним гравцем, а команда стала 16-ю і вилетіла з вищого дивізіону, після чого Нанков став основним гравцем команди.
Протягом 1988—1990 років захищав кольори «Славії» (Софія), після чого перейшов у ЦСКА (Софія). Відіграв за армійців з Софії наступні сім сезонів своєї ігрової кар'єри. Більшість часу, проведеного у складі софійського ЦСКА, був основним гравцем команди. За цей час він по два рази вигравав з командою чемпіонат і Кубок Болгарії. 23 липня 1997 року Нанков взяв активну участь в одному з найбільш драматичних матчів у новітній історії софійського ЦСКА — в гостьовому матчі першого кваліфікаційного раунду Ліги чемпіонів УЄФА 1997/98 проти румунського «Стяуа». У другому таймі Нанков зробив дубль і його команда повела з рахунком 3:1, але в час, що залишився, румуни зрівняли рахунок, а сам півзахисник був видалений на 81-й хвилині. Це завадило йому зіграти в поєдинку, який болгари програли і вилетіли з турніру.
Того ж року перейшов у «Локомотив» (Софія), де основним гравцем не був і навіть здавався в оренду назад в ЦСКА (Москва), а 2000 року став гравцем «Спартака» (Варна), з якого здавався в оренду в китайський клуб «Ченду Уню».
2003 року вирушив до Польщі, де відіграв кілька поєдинків за місцевий ГКС (Катовиці), а завершив професійну ігрову кар'єру у клубі «Міньор» (Бобов-Дол), за команду якого виступав протягом 2004—2005 років у другому дивізіоні Болгарії.
Загалом за кар'єру у Групі «А» зіграв 296 матчів, в яких забив 47 голів. Також граючи у ЦСКА провів 14 матчів і забив 3 голи в єврокубках (6 ігор і 3 голи в Лізі чемпіонів, 4 гри і 2 голи для Кубку кубків і 4 гри у Кубку УЄФА).

## Виступи за збірну
11 листопада 1992 року Анатолі Нанков дебютував у складі національної збірної Болгарії в товариському матчі проти Португалії, вийшовши на заміну після перерви.
У складі збірної був учасником чемпіонату світу 1998 року у Франції, де зіграв у двох матчах групового етапу з Парагваєм і Іспанією. У грі з парагвайцями він був видалений на 87-й хвилині за другу жовту картку.
Після турніру більше за збірну не грав. Протягом кар'єри у національній команді, яка тривала 7 років, провів у формі головної команди країни лише 17 матчів.

## Кар'єра тренера
Розпочав тренерську кар'єру відразу ж по завершенні кар'єри гравця, 2005 року, ненадовго очоливши тренерський штаб нижчолігового клубу «Хебир» (Пазарджик).
З 2007 року входив до тренерського штабу Стойчо Младенова у ЦСКА (Софія), а потім разом із ним працював і у саудівському «Аль-Аглі» (Джидда) та єгипетському «ЕНППІ Клубі». З 2012 року знову працював у штабі Младенова в софійському ЦСКА, а після уходу Стойчо в березні 2015 року, Нанков недовгий час був виконувачем обов'язків головного тренера клубу.
Надалі Нанков знову працював помічником у Стойчо Младенова, спочатку у єгипетському «Аль-Іттіхаді» (Александрія), а потім в казахських клубах «Атирау» та «Кайсар».

## Досягнення
- Чемпіон Болгарії (2): 1991/92, 1996/97
- Володар Кубку Болгарії (3): 1992/93, 1996/97